# قاي سميث
قاي سميث هو لاعب هوكي الجليد كندي، ولد في 2 يناير 1950 في أوتاوا في كندا.

## وصلات خارجية
- قاي سميث على موقع EliteProspects.com (الإنجليزية)
- قاي سميث على موقع HockeyDB.com (الإنجليزية)